# Attacco 3:1

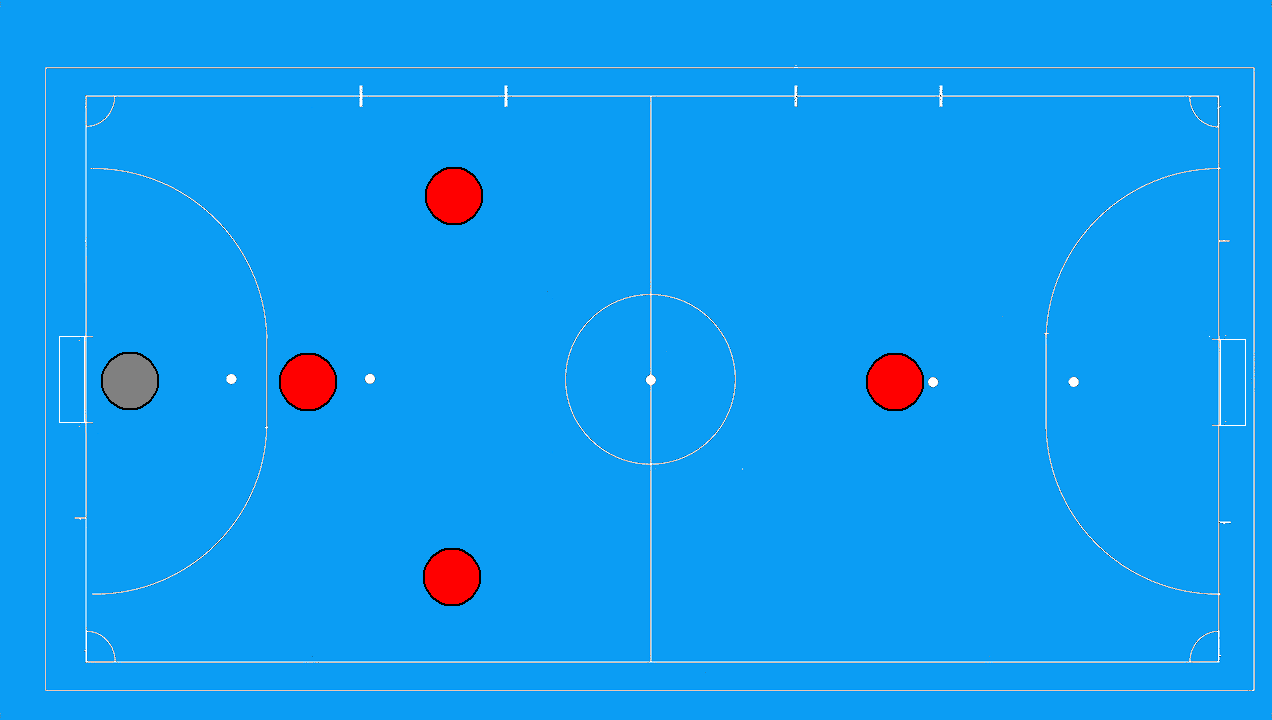
L'attacco 3:1

L' Attacco 3:1 è un sistema di attacco adottato nel calcio a 5 che consiste nello schierare i quattro giocatori di movimento in modo da formare un quadrilatero la cui diagonale maggiore è perpendicolare alla linea mediana del campo.
Questo modulo di gioco viene considerato  come sistema base, il più diffuso nonché il più tradizionale nel gioco del calcio a 5. Costituisce uno dei primi, se non spesso il primo in assoluto, modulo che l'allenatore insegna alla squadra, sia essa giovanile o seniores alle prime armi. La sua efficacia ottiene il massimo rendimento quando gli avversari effettuano una difesa in pressione: lo schieramento di un pivot molto vicino all'area avversaria costringe la squadra in fase difensiva ad allungarsi ed a rendere meno efficace il proprio gioco in pressione.

## Principi
I principi su cui si basa questo tipo di gioco sono pochi ma fondamentali, specialmente quando, per giovane età dei giocatori o inesperienza, si ha un basso livello di complessità nel gioco degli avversari. La principale caratteristica è il guadagno costante e agevole della profondità e la chiara individuazione del punto di riferimento avanzato nel pivot, che funge anche da playmaker offensivo. Le altre principali caratteristiche sono:
- Il risparmio energetico, in quanto una delle quattro posizioni in campo viene occupata prevalentemente dal medesimo giocatore.
- L'uso integrale delle caratteristiche del pivot, per cui le squadre che ne posseggono uno dalle qualità sopra la media tendono ad utilizzare questo tipo di modulo.
- Migliore copertura nel caso di perdita del controllo del pallone.

Il modulo d'attacco 3:1 rappresenta un buon inizio per l'insegnamento del gioco del calcio a 5 anche perché sviluppa tematiche di più semplice assimilazione ed interpretazione da parte del gruppo e consente di utilizzare soluzioni più lineari quindi più semplici da imparare e che fanno risparmiare energie mentali.

## Svantaggi
Il principale svantaggio è legato essenzialmente ad una certa scontatezza del gioco avanzato: gli avversari adattano ed accorciano il proprio gioco in base alla posizione del pivot che solitamente si pone nella zona più pericolosa del campo, di conseguenza si riducono gli spazi in questa zona, il ventaglio delle soluzioni efficaci si restringe ed il giocatore dalle migliori caratteristiche avanzate, ovvero il pivot, difficilmente riesce a ricevere palla nella posizione corporale migliore, ovvero fronte alla porta avversaria.